# Tauró d'aletes platejades
El tauró d'aletes platejades (Carcharhinus albimarginatus) és una espècie de peix cartilaginós carcariniforme de la família dels carcarínids. Es pot trobar entre els 30 i els 800 m de fondària.